# Enric Gensana
Enric Gensana Merola (* 3. Juni 1936 in Lleida; † 28. September 2005) war ein spanischer Fußballspieler des FC Barcelona.

## Karriere
Sein erstes Profispiel machte er am 3. April 1955 für UE Lleida in der Segunda División beim 1:4 gegen España Industrial. 1956 wechselte er zum FC Barcelona und wurde dort Anfang der 1960er Jahre zu einem der besten Abwehrspieler in Europa. Mit Barcelona unter den Trainern Domènec Balmanya, Helenio Herrera und Gonzalvo III wurde der kopfballstarke, technisch versierte Libero zweimal Meister, dreimal Pokalsieger und gewann zweimal den Messepokal. 1961 scheiterte er mit seinem Verein im Finale des Europapokal der Landesmeister an Benfica Lissabon.
Von 1956 bis 1963 bestritt er für Barcelona 131 Ligaspiele und erzielte dabei 13 Tore.
Für die Nationalmannschaft Spaniens lief er 10 Mal auf. Am 16. Mai 1957 absolvierte er sein erstes Länderspiel beim 4:1 gegen Schottland. Wegen einer Meniskus-Verletzung, die er bereits Jahre zuvor erlitten hatte, musste Gensana mit knapp 30 Jahren seine Karriere 1966 beenden.

## Erfolge
- Spanische Meisterschaft: 1959, 1960
- Spanischer Pokal: 1957, 1959, 1963
- Messepokal: 1955–1958, 1958–1960